# Квартет имени Прокофьева
Государственный квартет имени Прокофьева — основан в 1957 году по окончании участницами консерватории: Эллой Бракер (1-я скрипка), Надеждой Байковой (2-я скрипка), Галиной Одинец (альт) и Кирой Цветковой (виолончель), но своё название получил только в 1962 году.
В 1957 году они завоевали первое место на Международном конкурсе VI Всемирного фестивали молодежи и студентов в Москве. В 1959 году они также победили на фестивале, посвященном 150-й годовщине со дня смерти Гайдна в Венгрии.
Впоследствии квартет выступал в Австрии, Германии, США, Канаде, Японии, Финляндии, Италии, Испании и др. Звукозаписи квартета — 12 грампластинок и большое количество фондовых радиозаписей. В репертуаре произведения Й. Гайдна, В. А. Моцарта, Л. ван Бетховена, Ф. Шуберта, Й. Брамса, Э. Грига, М. Равеля, К. Дебюсси, сочинения А. Бородина, П. Чайковского, А. Глазунова, С. Прокофьева, Д. Шостаковича, А. Шнитке и других. В сотрудничестве с известными российскими и зарубежными музыкантами были исполнены многочисленные произведения для смешанных составов, в том числе фортепианные квартеты и квинтеты В. А. Моцарта, Й. Брамса, Р. Шумана, А. Бородина, Н. Метнера, Д. Шостаковича, А. Шнитке, а также кларнетовые квинтеты В. А. Моцарта и Й. Брамса. Квартет имени Прокофьева является первым исполнителем сочинений современных композиторов. Среди них Б. Чайковский, Ю. Левитин, Н. Каретников, М. Марутаев, А. Головин, Л. Книппер, М. Вайнберг.

## Дискография («Мелодия»)
- 1966 (Д—017361-2) — Квартет № 14 (В. Моцарт);  Квартет № 3 (Р. Шуман)[1]
- 1967 (С—01459-60) — Две пьесы для струнного октета (Д. Шостакович): совместно с Квартетом им. Бородина[2]
- 1969 (Д—024873-4) — Квартет № 2 (И. Брамс); Квартет № 17 (Й. Гайдн)[3]
- 1969 (Д 025117-18) — Квартет фа мажор М. Равель; Квартет до мажор Р. Леденев
- 1972 (СМ—03259-60) — Квартет № 1 и № 2 (С. Прокофьев)[4]
- 1974 (С10—05323-4) — Квартет соль минор, соч. 27 (Э. Григ); Итальянская серенада (Г. Вольф)[5]
- 1975 (С10—06087-8) — Квартет № 15 (В. Моцарт); Квартет № 4 (Б. Чайковский)[6]
- 1977 (С10—09573-4) — Квартет № 1 ре мажор, соч. 11; Квартет си бемоль мажор, соч. 1865 г. (П. Чайковский)[7]
- 1978 (С10—10920) — Квартет № 5 (Б. Чайковский)[8]
- 1978 (С10—11142) — Квартет № 3 (Б. Чайковский)[9]
- 1980 (С10—14147-8) — Квартеты № 1 и № 2 (М. Марутаев)[10]
- 1980 (С10—15195-6) — Квартет № 12 (Ю. Левитин); Квинтет для ф-но, двух скрипок, альта и виолончели (Б. Чайковский): партию фортепиано исполняет автор[11].
- 1987 (С10—24463 006) — Квартет (А. Головин); Квартет № 6 (Б. Чайковский)[12]